# IC 443
IC 443 (auch als Quallen-Nebel und Sharpless 248 (Sh2-248) bekannt) ist ein galaktischer Supernovaüberrest im Sternbild Gemini auf der Ekliptik. In der Nähe befindet sich der Stern Eta Geminorum. Die Entfernung beträgt ungefähr 5.500 Lichtjahre von der Erde.
Das Objekt wurde am 25. September 1892 von dem deutschen Astronomen Max Wolf entdeckt.